# Lưu Chấn Dân
Lưu Chấn Dân (tiếng Trung: 刘振民; bính âm: Liú Zhènmín, 1955- ) là một nhân vật chính trị của Cộng hòa Nhân dân Trung Hoa.

## Tiểu sử và sự nghiệp
Ông sinh vào tháng 8 năm 1955 tại tỉnh Sơn Tây, Trung Quốc. Từ 1982 đến 1984, ông công tác tại Vụ Điều ước và Pháp luật thuộc Bộ Ngoại giao Trung Quốc. Từ 1984 đến 1988, ông làm Tùy viên Đoàn đại biểu Trung Quốc thường trú tại Liên Hợp Quốc, rồi làm Bí thư thứ ba. Từ 1988 đến 2003, ông trải qua nhiều chức vụ ở Đoàn đại biểu Trung Quốc thường trú tại Liên Hợp Quốc và ở Vụ Điều ước và Pháp luật. Từ 2003 đến 2006, ông nắm giữ vị trí Vụ trưởng Vụ Điều ước và Pháp luật. Từ 2006 đến 2011, ông lần lượt làm Phó đoàn đại biểu Trung Quốc thường trú ở Liên Hợp Quốc rồi đại sứ đặc mệnh toàn quyền, rồi Trợ lý Bộ trưởng Bộ Ngoại giao. Từ 2011 đến 2013, ông công tác tại Văn phòng Liên Hợp Quốc và nhiều tổ chức quốc tế tại Thụy Sĩ. Từ năm 2013, ông làm Thứ trưởng Bộ Ngoại giao.